# Indetectable = Intransmissible
Indetectable = Intransmissible, I=I és la campanya global que visibilitza que una persona amb VIH en tractament, mantenint la càrrega viral indetectable per més de sis mesos, no transmet el virus a altres persones per via sexual.

## Origen
La campanya I=I impulsada per Prevention Access Campaign va ser llançada a principis de 2016 a partir d'una declaració de consens científic, que va ser la gènesi del moviment que està canviant la definició del que significa viure amb VIH. El moviment comparteix el missatge de desmantellar l'estigma del VIH, millorar la qualitat de vida de les persones que viuen amb el VIH amb la finalitat de posar fi a l'epidèmia.

## Evidència científica
En 2019 es van publicar els resultats de PARTNER-2. En aquest estudi es van analitzar parelles serodiscordantes de homes que tenen sexe amb homes en les quals la persona vivint amb VIH hagi estat amb càrrega viral indetectable durant 6 mesos. En aquest estudi es van documentar 76991 relacions sexuals sense ús de condó amb cap transmissió relacionada. Aquest estudi llavors és el que permet afirmar que el risc de transmissió del VIH per via sexual és 0 quan la persona amb VIH té la càrrega viral indetectable durant 6 mesos.